# Typhlops microstomus
Typhlops microstomus là một loài rắn trong họ Typhlopidae. Loài này được Cope mô tả khoa học đầu tiên năm 1866.